# Centropus senegalensis
Il cucal del Senegal o cuculo fagiano del Senegal (Centropus senegalensis Linnaeus, 1766) è un uccello della famiglia Cuculidae.

## Distribuzione e habitat
Questo uccello vive in quasi tutta l'Africa continentale, ad eccezione di Marocco, Algeria, Tunisia, Libia e Sahara Occidentale.

## Tassonomia
Centropus senegalensis ha tre sottospecie:
- Centropus senegalensis aegyptius
- Centropus senegalensis senegalensis
- Centropus senegalensis flecki